# Jakub Zysman

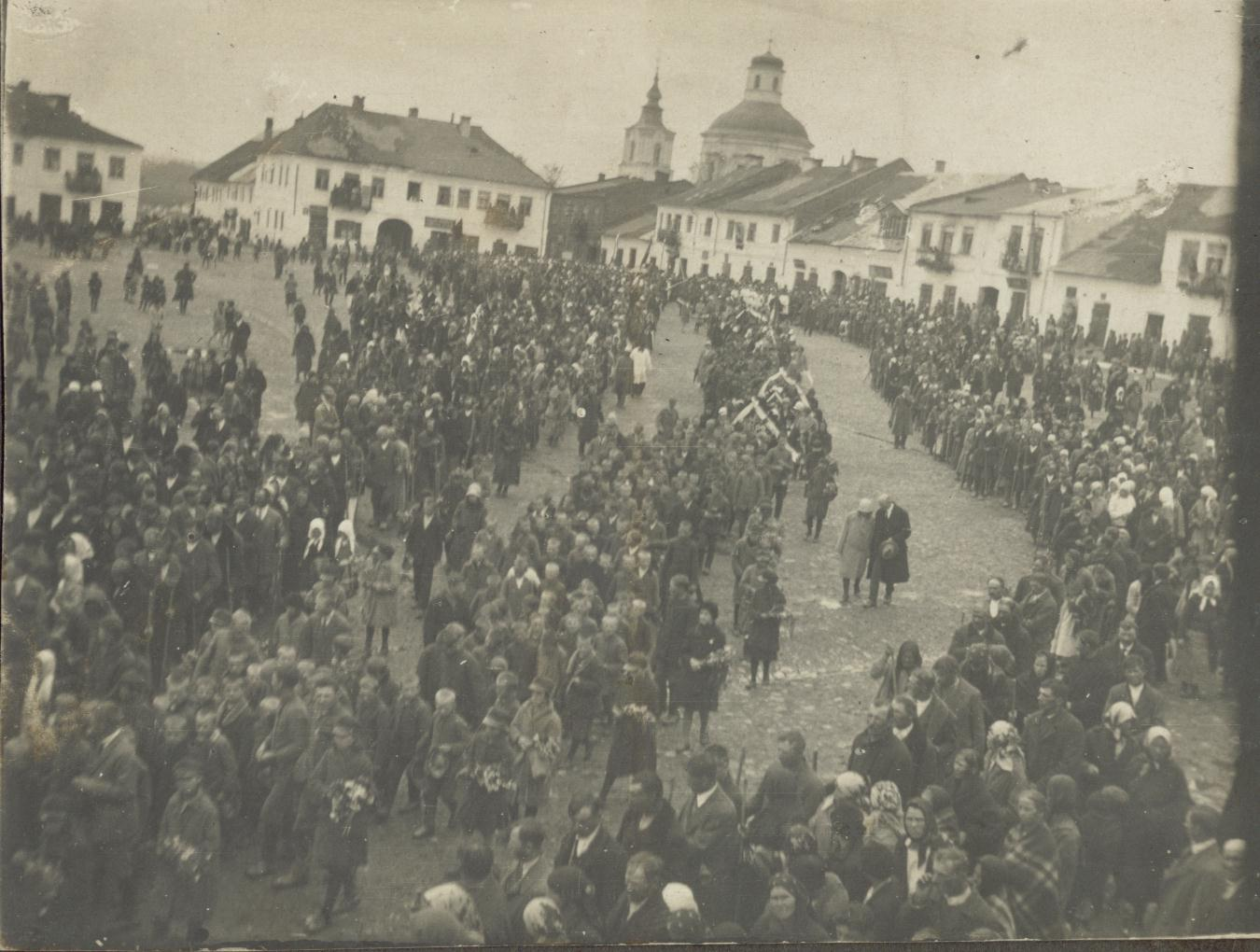
Pogrzeb Jakuba Zysmana (Klimontów, kwiecień 1926)

Jakub Zysman (ur. w lutym 1861, zm. 24 kwietnia 1926) – polski lekarz, społecznik.

## Życiorys
Pochodził z rodziny żydowskiej. Urodził się jako syn Gerszona Zysmana i Łai z Przysucherów w 1861 roku. Uczył się w gimnazjum w Płocku, a w 1887 ukończył studia na Wydziale Medycyny Cesarskiego Uniwersytetu Warszawskiego (dyplom otrzymał 8 grudnia 1887). W 1889 przeszedł w Warszawie na luteranizm.
Najpierw praktykował w Wisznicach, od 1890 w Warszawie, a w 1891 osiedlił się w Klimontowie. Zaangażował się w działalność społeczną – leczył za darmo biednych mieszkańców Klimontowa i okolic, organizował dla nich pomoc finansową. Przyczynił się też do powstania w tej miejscowości kasy oszczędnościowo-pożyczkowej, placówki pocztowej, a także telegrafu. Jeszcze za życia był określany mianem „Klimontowskiego Judyma”.
Po wybuchu I wojny światowej w 1914, mimo poważnej choroby – gruźlicy kości – powołano go do rosyjskiego wojska i wraz z rodziną przeniesiono do Moskwy. Zysman służył jako lekarz wojskowy m.in. w szpitalu wojskowym w Jagotinie. Do Klimontowa powrócił w 1918, pracował i mieszkał w miejscowym szpitalu.
Zmarł w 1926 w Klimontowie. W ceremonii pogrzebowej, poza pastorem z Sielca Kazimierzem Szeferem, uczestniczyli rabin i biskup sandomierski.

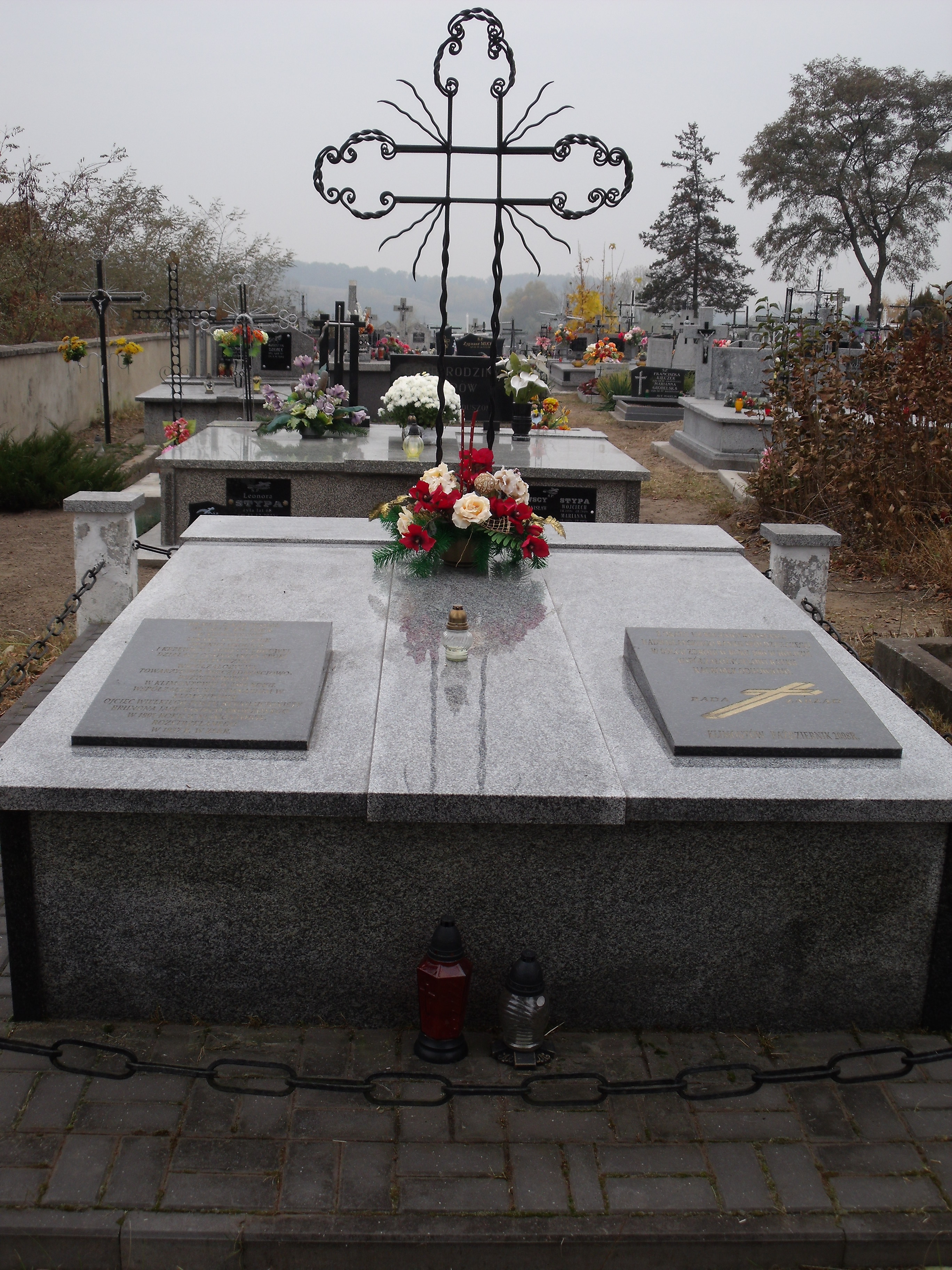
Mogiła Jakuba Zysmana na cmentarzu parafialnym w Klimontowie

Jakub Zysman był żonaty z polską szlachcianką, Eufemią z Modzelewskich. Mieli trójkę dzieci: Jerzego, Irenę oraz Wiktora, poetę futurystę, znanego pod pseudonimem Bruno Jasieński.
Jest patronem jednej z ulic w Klimontowie.